# Lightning Ridge
Lightning Ridge är en ort i Australien. Den ligger i kommunen Walgett och delstaten New South Wales, i den sydöstra delen av landet, omkring 580 kilometer nordväst om delstatshuvudstaden Sydney.
Trakten runt Lightning Ridge är nära nog obefolkad, med mindre än två invånare per kvadratkilometer..
Omgivningarna runt Lightning Ridge är i huvudsak ett öppet busklandskap. Genomsnittlig årsnederbörd är 427 millimeter. Den regnigaste månaden är februari, med i genomsnitt 78 mm nederbörd, och den torraste är oktober, med 5 mm nederbörd.